# King Kong & D. Jungle Girls
King Kong & D. Jungle Girls era un trio musicale italiano degli anni ottanta, specializzato in musica di genere Hi-NRG e Eurobeat, derivata dalla più diffusa Italo disco.
Nonostante la provenienza italiana, i testi delle loro canzoni erano interamente scritti in inglese tuttavia, come era solito nel genere Eurobeat, gli stessi risultavano poco comprensibili o privi di senso compiuto.
Il gruppo ebbe molto successo in Giappone e venne scritturato dalla locale divisione del produttore EMI.

## Formazione
- Andrea (King Kong)
- Alexandra (D. Jungle Girl)
- Roberta (D. Jungle Girl)

## Discografia

### Album
- Boom Boom Dollars (1989)
- King Kong (1991)

### Singoli
- Don't let me be misunderstood (1987)
- Lies (1987)
- It's So Funny (1988)
- Boom Boom Dollar (1989)
- Go, Go Boy (1989)
- Walkie Talkie (1989)
- Soft Time (1989)
- King Kong (1990)
- Little Flowers (1990)
- Love & American Dollars (1990)
- Turn The Sound Up Higher (1990)
- Bingo (1991)
- Bad Man (1991)
- Merry-Go-Round (1992)
- Panic in New York (1993)